# Le Bouchon-sur-Saulx
Le Bouchon-sur-Saulx és un municipi francès situat al departament del Mosa i a la regió del Gran Est. L'any 2007 tenia 222 habitants.

## Demografia

### Població
El 2007 la població de fet de Le Bouchon-sur-Saulx era de 222 persones. Hi havia 88 famílies, de les quals 16 eren unipersonals (4 homes vivint sols i 12 dones vivint soles), 36 parelles sense fills, 28 parelles amb fills i 8 famílies monoparentals amb fills.
La població ha evolucionat segons el següent gràfic:
Habitants censats

### Habitatges
El 2007 hi havia 105 habitatges, 89 eren l'habitatge principal de la família, 6 eren segones residències i 10 estaven desocupats. 95 eren cases i 10 eren apartaments. Dels 89 habitatges principals, 70 estaven ocupats pels seus propietaris, 16 estaven llogats i ocupats pels llogaters i 3 estaven cedits a títol gratuït; 2 tenien dues cambres, 9 en tenien tres, 23 en tenien quatre i 55 en tenien cinc o més. 69 habitatges disposaven pel capbaix d'una plaça de pàrquing. A 37 habitatges hi havia un automòbil i a 38 n'hi havia dos o més.

### Piràmide de població
La piràmide de població per edats i sexe el 2009 era:
| Homes | Edats   | Dones |
| ----- | ------- | ----- |
| 0     | 95 o +  | 0     |
| 0     | 90 a 94 | 0     |
| 0     | 85 a 89 | 4     |
| 0     | 80 a 84 | 0     |
| 8     | 75 a 79 | 0     |
| 8     | 70 a 74 | 8     |
| 4     | 65 a 69 | 4     |
| 4     | 60 a 64 | 12    |
| 4     | 55 a 59 | 0     |
| 8     | 50 a 54 | 0     |
| 12    | 45 a 49 | 4     |
| 4     | 40 a 44 | 8     |
| 8     | 35 a 39 | 8     |
| 16    | 30 a 34 | 8     |
| 0     | 25 a 29 | 8     |
| 8     | 20 a 24 | 4     |
| 0     | 15 a 19 | 8     |
| 4     | 10 a 14 | 8     |
| 4     | 5 a 9   | 16    |
| 12    | 0 a 4   | 4     |

## Economia
El 2007 la població en edat de treballar era de 136 persones, 102 eren actives i 34 eren inactives. De les 102 persones actives 90 estaven ocupades (52 homes i 38 dones) i 12 estaven aturades (5 homes i 7 dones). De les 34 persones inactives 12 estaven jubilades, 10 estaven estudiant i 12 estaven classificades com a «altres inactius».

### Ingressos
El 2009 a Le Bouchon-sur-Saulx hi havia 92 unitats fiscals que integraven 253 persones, la mediana anual d'ingressos fiscals per persona era de 15.120 €.

### Activitats econòmiques
Dels 4 establiments que hi havia el 2007, 1 era d'una empresa de fabricació d'altres productes industrials, 1 d'una empresa de construcció, 1 d'una entitat de l'administració pública i 1 d'una empresa classificada com a «altres activitats de serveis».
L'únic servei als particulars que hi havia el 2009 era una fusteria.
L'any 2000 a Le Bouchon-sur-Saulx hi havia 4 explotacions agrícoles.

## Equipaments sanitaris i escolars
El 2009 hi havia una escola maternal integrada dins d'un grup escolar amb les comunes properes formant una escola dispersa.

## Poblacions més properes
El següent diagrama mostra les poblacions més properes.